# Dischides belcheri
Dischides belcheri är en blötdjursart som beskrevs av Henry Augustus Pilsbry och Benjamin Sharp 1898. Dischides belcheri ingår i släktet Dischides och familjen Gadilidae. Inga underarter finns listade i Catalogue of Life.